# Леритье де Вилландон, Мари-Жанна
Мари́-Жа́нна Леритье́ де Вилландо́н (фр. Marie-Jeanne L'Héritier de Villandon; 12 ноября 1664, Париж — 24 февраля 1734, там же) — французская писательница, поэтесса и переводчица, хозяйка литературного салона. Племянница Шарля Перро. Стояла у истоков французской литературной сказки и способствовала популяризации жанра.

## Биография и творчество
Мари-Жанна Леритье де Вилландон родилась в 1664 году в Париже. Её отец, Николя Леритье де Нувелон (Nicolas L’Héritier de Nouvelon), был королевским историографом и автором нескольких литературных произведений. Знаменитый писатель Шарль Перро приходился ей дядей (по другим сведениям — троюродным братом). Для своего времени Мари-Жанна была прекрасно образована: она обучалась истории, философии, основам естественных наук. Завсегдатай литературных салонов, Леритье де Вилландон принадлежала к модному в то время «прециозному» направлению; в круг её общения входили Мадлен де Скюдери, Мари-Катрин д’Онуа, Анриетта-Жюли де Кастельно, графиня де Мюра. Особенно близка она была с мадам де Скюдери; утверждается, что именно ей последняя завещала свой салон. После смерти Скюдери Леритье де Вилландон посвятила ей оммаж-восхваление «Apothéose de Scudéry» (1702).
О ранних годах жизни писательницы известно немного; на литературную сцену она выходит в 1690-х — 1700-х годах. В числе её произведений — многочисленные буриме, сказки, героико-сатирические новеллы, стихотворения, публиковавшиеся в Mercure Galant. В 1732 году был издан её перевод «Героид» Овидия («Les Épîtres héroïques d’Ovide, traduites en vers françois, par Mlle L’Héritier»). Леритье де Вилландон неоднократно удостаивалась литературных премий, в том числе премии Тулузской академии наук и словесности (Prix des Lanternistes de Toulouse) и премии Академии Кана (Académie des Palinods de Caen). В 1696 году она была избрана членом знаменитой тулузской Академии флоралий; в 1697 году — падуанской Академии Риковрати. После её смерти в 1734 году Journal des savants посвятил ей пятистраничный некролог, в котором излагалась её биография и перечислялись заслуги перед литературой. В некрологе упоминается также литературный псевдоним Леритье де Вилландон — Телесилла (Télésille, в честь греческой поэтессы), тогда как мадам де Скюдери именовала себя «Сафо».

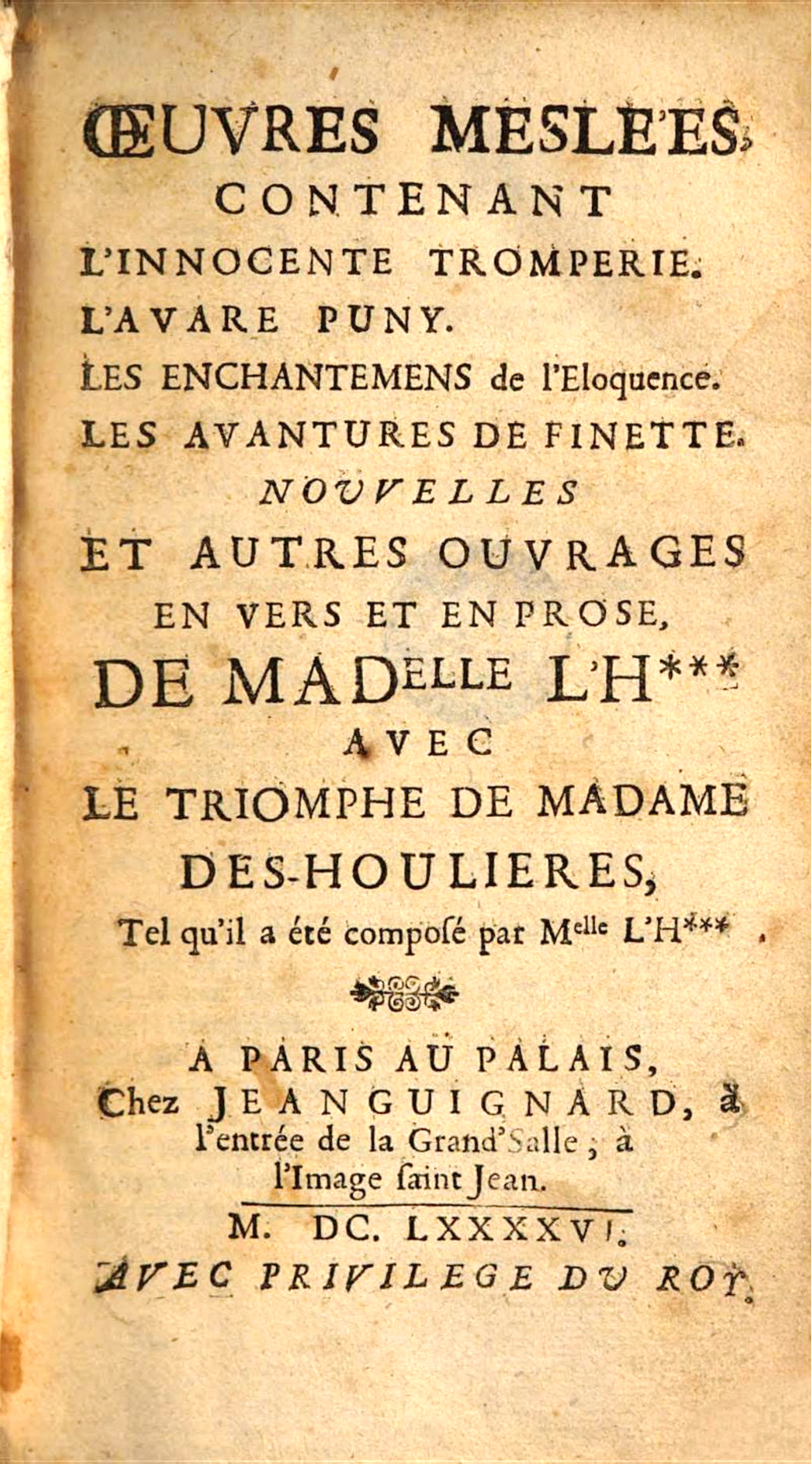
Титульный лист первого издания «Œuvres mêlées» (1696)

Леритье де Вилландон сыграла большую роль в развитии французской литературной сказки и популяризации этого жанра в светском обществе. В 1695 году она включила три сказки в свой сборник «Œuvres mêlées» («Смешанные произведения»), написанный в стихах и прозе: «L’Adroite Princesse ou les Aventures de Finette», «Les Enchantements de l’éloquence ou les effets de la douceur» и «Marmoisan ou l’Innocente Tromperie ». Наиболее известную из них, «L’Adroite Princesse» («Ловкая принцесса, или Приключения Хитруши»), впоследствии долгое время приписывали Шарлю Перро, хотя его собственные сказки впервые были изданы лишь в 1697 году. По всей видимости, Леритье де Вилландон сыграла определённую роль в обращении Перро к этому жанру. Примечательно также, что сюжет её сказки «Les Enchantements de l’éloquence» («Очарование красноречия») во многом перекликается с «Подарками феи» и «Золушкой» Перро; предполагается, что Леритье де Вилландон читала «Подарки феи» в рукописи и намеренно вступила в своего рода литературный диалог с Перро, наполнив свой текст аллюзиями на его сказку.
Отношение Леритье де Вилландон к фольклору как источнику сказочных сюжетов было двойственным. С одной стороны, она, как и впоследствии Перро, идеализировала образ няни или бабушки, рассказывающей детям сказки; с другой — подвергала радикальной переработке сюжеты, которые называла народными. Кроме того, многие авторы той эпохи, выступая в защиту жанра сказки, считавшегося несерьёзным, «низким», стремились обосновать «благородство» его родословной. В предисловии к сборнику «La Tour ténébreuse et les jours lumineux» («Тёмная башня и светлые дни»), куда вошла сказка «Ricdin-Ricdon» (первая литературная версия популярного сюжета, получившего широкую известность после «Румпельштильцхен» братьев Гримм), Леритье де Вилландон утверждала, что сказки, которые в её время можно было услышать от нянь и кормилиц (то есть людей низкого происхождения), на самом деле восходят к творчеству куртуазных поэтов, в частности, некоего Жана Сореля.
Леритье де Вилландон, как и многие другие её современницы-сказочницы, способствовала формированию жанра сказки в современном его понимании. Перейдя из устной традиции в письменную, сказка, изначально ориентированная на взрослую аудиторию, сменила адресата и превратилась в историю, предназначенную в первую очередь для детей.